# Dallas (Wisconsin)
Dallas és una població dels Estats Units a l'estat de Wisconsin. Segons el cens del 2000 tenia 356 habitants.

## Demografia
Segons el cens del 2000, Dallas tenia 356 habitants, 146 habitatges, i 83 famílies. La densitat de població era de 94,8 habitants per km².
Dels 146 habitatges en un 24% hi vivien nens de menys de 18 anys, en un 45,9% hi vivien parelles casades, en un 7,5% dones solteres, i en un 42,5% no eren unitats familiars. En el 34,9% dels habitatges hi vivien persones soles el 22,6% de les quals corresponia a persones de 65 anys o més que vivien soles. El nombre mitjà de persones vivint en cada habitatge era de 2,23 i el nombre mitjà de persones que vivien en cada família era de 2,88.
Per edats la població es repartia de la següent manera: un 20,8% tenia menys de 18 anys, un 5,9% entre 18 i 24, un 22,8% entre 25 i 44, un 24,2% de 45 a 60 i un 26,4% 65 anys o més.
L'edat mediana era de 46 anys. Per cada 100 dones de 18 o més anys hi havia 91,8 homes.
La renda mediana per habitatge era de 30.833 $ i la renda mediana per família de 37.750 $. Els homes tenien una renda mediana de 32.500 $ mentre que les dones 22.361 $. La renda per capita de la població era de 14.665 $. Aproximadament el 7,9% de les famílies i l'11,6% de la població estaven per davall del llindar de pobresa.

## Poblacions més properes
El següent diagrama mostra les poblacions més properes.